# Dvonadstropni vlak
Dvonadstropni vlak je potniški vlak, ki ima dve ravni za potnike.  Dvonadstropni vlaki porabijo manj energije in imajo manjše stroške vzdrževanja, kot če bi uporabli daljši enonadstropni vlak. Obstajajo tudi hitri dvonadstropni vlaki, npr. TGV Duplex in Šinkansen E4.

## Galerija
- Argentinski dvonadstropni vlak
- Dvonastropni vlak v ZDA
- Dvonastropni vlak v Franciji
- Italijanski "Treno Servizio Regionale" TSR
- Dvonadstropni Šinkansen serije E4
- IC2000 v Švici
- Dvonadstropni vlak Ukrajinskih železnic
- Dvonadstopni vlak